# Gotab
Gotāb (farsi گتاب) è una città dello shahrestān di Babol, circoscrizione di Gotab, nella provincia del Mazandaran in Iran. Aveva, nel 2006, una popolazione di 6.956 abitanti. 